# Mattia Busato
Pour les articles homonymes, voir Busato.
Mattia Busato, né le 2 février 1993 à Mirano, est un karatéka italien. 
Il a remporté la médaille d'or du kata individuel masculin aux championnats d'Europe de karaté en 2014 à Tampere, la médaille d'argent aux Karaté aux Jeux européens de 2015 et aux Championnats d'Europe de karaté 2023 à Guadalajara et la médaille de bronze aux Championnats d'Europe de karaté 2015 à Istanbul, aux Championnats d'Europe de karaté 2016 à Montpellier, aux Championnats d'Europe de karaté 2017 à Kocaeli, aux Championnats d'Europe de karaté 2018 à Novi Sad, aux Championnats du monde de karaté 2018 à Madrid, aux Championnats d'Europe de karaté 2019 à Guadalajara, aux Championnats d'Europe de karaté 2022 à Gaziantep et aux Jeux européens de 2023 à Bielsko-Biała.
Il est médaillé de bronze en kata par équipe aux Championnats d'Europe de karaté 2023 à Guadalajara.